# فوتبال تکاملی حرفه‌ای ۲۰۱۵
فوتبال تکاملی حرفه‌ای ۲۰۱۵ (به انگلیسی: Pro Evolution Soccer 2015) (اختصاری PES 2015) که در ژاپن و کره جنوبی با نام فوتبال جهانی: یازده قهرمان ۲۰۱۵ (به انگلیسی: World Soccer: Winning Eleven 2015) شناخته می‌شود، یک بازی ویدئویی شبیه‌سازی فوتبال از مجموعه بازی‌های فوتبال تکاملی حرفه‌ای است که توسط شرکت کونامی ساخته شده و در نوامبر ۲۰۱۴ برای مایکروسافت ویندوز، پلی‌استیشن ۳، پلی‌استیشن ۴، ایکس‌باکس ۳۶۰ و ایکس‌باکس وان منتشر شده‌است.

## مسابقات و تیم ها

### لیگ‌های ملی
- : لا لیگا (مجاز)
- : لیگا ادلانته (مجاز)
- : دسته برتر فوتبال آرژانتین (مجاز)
- : دسته برتر فوتبال شیلی (مجاز)
- /: لیگ ۱ (مجاز)
- : لیگ ۲ (مجاز)
- : لیگ برتر فوتبال هلند (مجاز)
- : جی‌لیگ (مجاز، فقط در نسخه آسیایی)
- : جی لیگ ۲ (مجاز، فقط در نسخه آسیایی)
- : لیگ برتر فوتبال برزیل (همه تیم‌ها مجاز، لیگ غیرمجاز)
- : لیگ دسته دوم فوتبال برزیل (فقط باشگاه ورزشی واسکو دوگاما مجاز، لیگ غیرمجاز)
- /: لیگ برتر فوتبال انگلستان (فقط منچستر یونایتد مجاز، لیگ غیرمجاز)
- /: چمپیونشیپ (همه تیم‌ها مجاز، لیگ غیرمجاز)
- : سری آ (همه تیم‌ها مجاز، لیگ غیرمجاز)
- : سری بی (همه تیم‌ها مجاز، لیگ غیرمجاز)
- : لیگ برتر فوتبال پرتغال (فقط پورتو، بنفیکا و اسپورتینگ لیبسون مجاز، لیگ و سایر تیم‌ها غیرمجاز)

### جام‌های ملی
- : کوپا دل ری (مجاز)
- /: جام حذفی فوتبال فرانسه (مجاز)
- : جام حذفی فوتبال ایتالیا (مجاز)
- : جام حذفی فوتبال هلند (مجاز)
- : جام حذفی فوتبال پرتغال (غیرمجاز)
- : جام حذفی فوتبال آرژانتین (غیرمجاز)
- : جام حذفی فوتبال برزیل (غیرمجاز)
- : جام حذفی فوتبال شیلی (غیرمجاز)
- : جام حذفی فوتبال کلمبیا (غیرمجاز)
- : جام امپراطوری ژاپن (فقط در ورژن آسیایی، مجاز)

### مسابقات قاره ای

#### کنفدراسیون فوتبال آسیا

##### لیگ قهرمانان آسیا(۲۰۱۴)
- باشگاه ورزشی الفتح
- باشگاه فوتبال الاتحاد جده
- باشگاه فوتبال الهلال سعودی
- باشگاه فوتبال الشباب ریاض
- باشگاه فوتبال سنترال کوئست مارینرز
- باشگاه فوتبال ملبورن ویکتوری
- باشگاه فوتبال وسترن سیدنی واندرز
- باشگاه ورزشی الریان
- باشگاه ورزشی السد
- باشگاه ورزشی الجیش
- باشگاه ورزشی لخویا
- باشگاه فوتبال بیجینگ گوان
- باشگاه فوتبال گوانگ‌ژو اورگراند
- باشگاه فوتبال گوئیژو رن
- باشگاه فوتبال شاندونگ لیونگ
- باشگاه فوتبال پوهانگ استیلرز
- باشگاه فوتبال سئول
- باشگاه فوتبال چونبوک هیوندای موتورز
- باشگاه فوتبال اولسان هیوندای
- باشگاه فوتبال العین
- باشگاه فوتبال الاهلی
- باشگاه فوتبال الجزیره
- باشگاه فوتبال استقلال تهران
- باشگاه فوتبال فولاد خوزستان
- باشگاه فوتبال سپاهان اصفهان
- باشگاه فوتبال تراکتورسازی تبریز
- باشگاه فوتبال سرزو اوساکا
- باشگاه فوتبال سانفریس هیروشیما
- باشگاه فوتبال کاوازاکی فرونتال
- باشگاه فوتبال یوکوهاما مارینوس
- باشگاه فوتبال بوریرام یونایتد
- باشگاه فوتبال بنیادکار

#### یوفا

##### لیگ قهرمانان اروپا
- بایر ۰۴ لورکوزن
- بایرن مونیخ
- شالکه ۰۴
- باشگاه فوتبال آندرلشت
- باشگاه فوتبال باته بوریسف
- باشگاه فوتبال آپوئل نیکوزیا
- ماریبور
- باشگاه فوتبال اتلتیکو بیلبائو
- باشگاه فوتبال اتلتیکو مادرید
- باشگاه فوتبال بارسلونا
- باشگاه فوتبال رئال مادرید
- باشگاه فوتبال موناکو
- باشگاه فوتبال پاری سن ژرمن
- باشگاه فوتبال المپیاکوس
- باشگاه فوتبال آژاکس
- باشگاه فوتبال یوونتوس
- باشگاه فوتبال رم
- باشگاه فوتبال بنفیکا
- باشگاه فوتبال پورتو
- باشگاه فوتبال اسپورتینگ لیبسون
- باشگاه فوتبال زسکا مسکو
- باشگاه فوتبال زنیت سنپترزبورگ
- باشگاه فوتبال مالمو
- باشگاه فوتبال بازل
- باشگاه فوتبال گالاتاسرای
- باشگاه فوتبال شاختار دونتسک
- شمال لندن (باشگاه فوتبال آرسنال)
- لندن (باشگاه فوتبال چلسی)
- مرسی ساید قرمز (باشگاه فوتبال لیورپول)
- منچستر آبی (باشگاه فوتبال منچستر سیتی)

##### لیگ اروپا
- بروسیا مونشن‌گلادباخ
- وولفسبورگ
- باشگاه فوتبال ردبول سالزبورگ
- باشگاه فوتبال قره باغ
- بروخه
- لوکرن
- باشگاه فوتبال استاندارد لیژ
- باشگاه فوتبال دینامو منسک
- باشگاه فوتبال آپولون لیمازول
- باشگاه فوتبال دینامو زاگرب
- رییکا
- آلبورگ بی کی
- باشگاه فوتبال کپنهاگ
- باشگاه فوتبال اسلوان براتیسلاوا
- باشگاه فوتبال سویا
- باشگاه فوتبال ویارئال
- باشگاه فوتبال سلتیک
- باشگاه فوتبال هلسنکی
- باشگاه فوتبال گنگامن
- باشگاه فوتبال لیل
- باشگاه فوتبال سنت اتین
- باشگاه فوتبال آستراس طرابلس
- باشگاه فوتبال پاناتینایکوس
- باشگاه فوتبال پائوک
- باشگاه فوتبال فاینورد
- باشگاه فوتبال پی‌اس‌وی آیندهوون
- باشگاه فوتبال فیورنتینا
- باشگاه فوتبال اینتر میلان
- باشگاه فوتبال تورینو
- باشگاه فوتبال ناپولی
- باشگاه فوتبال لجیا ورشو
- باشگاه فوتبال استرولی
- باشگاه فوتبال ریو آ و
- باشگاه فوتبال اسپارتا پراگ
- باشگاه فوتبال آستار گیرجو
- باشگاه فوتبال استیائو بخارست
- باشگاه فوتبال دینامو مسکو
- باشگاه فوتبال کراسنودار
- باشگاه فوتبال پارتیزان
- باشگاه فوتبال یانگ بویس
- زوریخ
- باشگاه فوتبال بشیکتاش
- باشگاه فوتبال ترابوزان‌اسپور
- باشگاه فوتبال دنیپرو دنیپروپتروفسک
- باشگاه فوتبال دینامو کیف
- باشگاه فوتبال متالیست خارکف
- مرسی ساید آبی (باشگاه فوتبال اورتون)
- شمال شرقی لندن (باشگاه فوتبال تاتنهام هاتسپر)

##### سوپر کاپ اروپا
- باشگاه فوتبال رئال مادرید
- باشگاه فوتبال سویا

#### کونمبول

##### کوپا لیبرتادورس
- باشگاه فوتبال آرسنال ساراندی
- لانوس
- باشگاه فوتبال نیولز اولد بویز
- باشگاه فوتبال سن لورنزو
- باشگاه فوتبال ولز سارسفیلد
- سیمون بولیوار
- اورنته پترولرو
- استرونگست
- باشگاه فوتبال اتلتیکو مینیرو
- باشگاه فوتبال اتلتیکو پارانائنزه
- بوتافوگو
- باشگاه ورزشی کروزیرو
- باشگاه ورزشی فلامینگو
- باشگاه ورزشی گرمیو
- باشگاه ورزشی هیگنز
- یونیون اسپانولا
- دانشگاه شیلی
- اتلتیکو نشنال
- دپورتیو کالی
- ایندپندت سانتافه
- دپورتیو کوئیتو
- باشگاه ورزشی املک
- ایندپنس دی واله
- لئون
- مورلیا، میچوآکان
- سانتوس،لیجونا
- سرو پورتینو
- گوارانی
- باشگاه ناسیونال
- رئال گراسیو
- اسپورتینگ کریستال
- باشگاه یونیورستاریو
- دیفنسور اسپورتینگ
- باشگاه ناسیونال
- پینارول
- کاراکاس
- دپورتیو آنزواگیو
- زامورا

### سایر تیم ها:

#### سایر تیم های آسیا:
- باشگاه فوتبال النصر

### تیم‌های ملی
یوفا
- آلبانی
- اتریش
- بلژیک
- بلغارستان
- کرواسی
- چک
- دانمارک
- انگلستان
- فنلاند
- فرانسه
- گرجستان
- آلمان
- یونان
- مجارستان
- ایسلند
- اسرائیل
- ایتالیا
- مونته‌نگرو
- هلند
- ایرلند شمالی
- نروژ
- لهستان
- پرتغال
- جمهوری ایرلند
- رومانی
- روسیه
- اسکاتلند
- صربستان
- اسلواکی
- اسلوونی
- اسپانیا
- سوئد
- سوئیس
- ترکیه
- اوکراین
- ولز

کنفدراسیون فوتبال آسیا
- استرالیا
- بحرین
- ایران
- عراق
- ژاپن
- اردن
- کویت
- لبنان
- عمان
- کرهٔ شمالی
- قطر
- عربستان سعودی
- کرهٔ جنوبی
- تایلند
- امارات متحدهٔ عربی
- ازبکستان

کنفدراسیون فوتبال آفریقا
- الجزایر
- بورکینافاسو
- کامرون
- کیپ ورد
- ساحل عاج
- مصر
- غنا
- آنگولا
- مالی
- مراکش
- نیجریه
- سنگال
- سیرالئون
- آفریقای جنوبی
- تونس
- زامبیا

کونکاکاف
- آنتیگوآ و باربودا
- کانادا
- کاستاریکا
- دومینیکن
- السالوادور
- گواتمالا
- هندوراس
- جامائیکا
- مکزیک
- پاناما
- ترینیداد و توباگو
- ایالات متحده آمریکا

کونمبول
- آرژانتین
- بولیوی
- برزیل
- شیلی
- کلمبیا
- اکوادور
- پاراگوئه
- پرو
- اروگوئه
- ونزوئلا